# Shōji Murahama
Shōji Murahama (村濱章司?, Murahama Shōji; Osaka, 25 maggio 1964) è un animatore e produttore cinematografico giapponese.
Dopo aver militato nella Gainax, co-fondò lo studio di animazione Gonzo.

## Biografia
Nato nel 1964 nella prefettura di Osaka, apparteneva al gruppo di animatori che diede vita ai corti Daicon III e Daicon IV mentre era iscritto alla Facoltà di lettere dell'Università Otemon Gakuin. Dopo averla abbandonata, entrò nella Gainax nel 1987. Produsse le opere Le ali di Honneamise, Punta al Top! GunBuster, Nadia - Il mistero della pietra azzurra. Nel 1992 con Mahiro Maeda, Hiroshi Yamaguchi e Shinji Higuchi lasciò lo studio per fondare la Gonzo.
Lasciò il team di gestione della Gonzo nel giugno 2004 e fu Presidente del Consiglio di amministrazione di GDH, la holding, ma venne retrocesso a direttore nell'ottobre 2006 perché era coinvolto nella produzione di animazione e responsabile del deficit di gestione. Abbandonò definitivamente lo studio nel 2009, fondando la nuova società Lambda Film.